# László Csoknyai
László Csoknyai, (* 25. října 1987 v Dunaújvárosi, Maďarsko) je maďarský zápasník – judista.

## Sportovní kariéra
S judem začínal v 5 letech společně se svými bratry Sándorem a Ákosem. Připravuje se v Paksi v týmu sponzorovaném Jadernou elektrárnou pod vedením László Dobai-Krechta a László Hangyáse. Na mezinárodní scéně se pohybuje od roku 2008, kdy sekundoval v polostřední váze tehdejší maďarské reprezentační jedničce Sándoru Nagysolymosimu ml.. V roce 2012 mu stačily body pro přímou kvalifikaci na olympijské hry v Londýně, kde vypadl před branami čtvrtfinále s Korejcem Kim Če-pomem. V roce 2016 se kvalifikoval na své druhé olympijské hry v Riu a vypadl hned v úvodním kole s Japoncem Takanori Nagasem.
László Csoknyai je pravoruký, podsaditý judista, své velké technické nedostatky v nage-waza dohání bojovností a kvalitní fyzickou přípravou.

## Výsledky
| Olympijské hry     |     |   | —  |   |     |     | úč. |     |     |     | úč. |  |  |  |  |  |  |  |  |  |  |  |  |  |
| Mistrovství světa  |     | — |    | — | úč. | úč. |     | úč. | úč. | úč. |     |  |  |  |  |  |  |  |  |  |  |  |  |  |
| Evropské hry       |     |   |    |   |     |     |     |     |     | úč. |     |  |  |  |  |  |  |  |  |  |  |  |  |  |
| Mistrovství Evropy | —   | — | —  | — | —   | úč. | úč. | úč. | úč. | úč. | úč. |  |  |  |  |  |  |  |  |  |  |  |  |  |
| ME do 23 let       | —   | — | 7. | — |     |     |     |     |     |     |     |  |  |  |  |  |  |  |  |  |  |  |  |  |
| MS juniorů         | úč. |   |    |   |     |     |     |     |     |     |     |  |  |  |  |  |  |  |  |  |  |  |  |  |
| ME juniorů         | úč. |   |    |   |     |     |     |     |     |     |     |  |  |  |  |  |  |  |  |  |  |  |  |  |